# Дроздов Йосип Іванович
Йосип Іванович Дроздов (1894 — 25 травня 1920) — учасник севастопольського підпілля в роки Громадянської війни.

## Біографія
Народився в 1894 році. У Севастополі з 1914 року, брав активну участь у створенні профспілки металістів, був обраний до президії і секретарем союзу. Під час окупації міста (німецькі війська, війська Білої Армії) був у підпіллі. Наприкінці лютого 1920 року за доносом провокатора заарештований і засуджений до смертної кари. Відразу після суду, 25 травня 1920 року, Й. І. Дроздов був розстріляний.

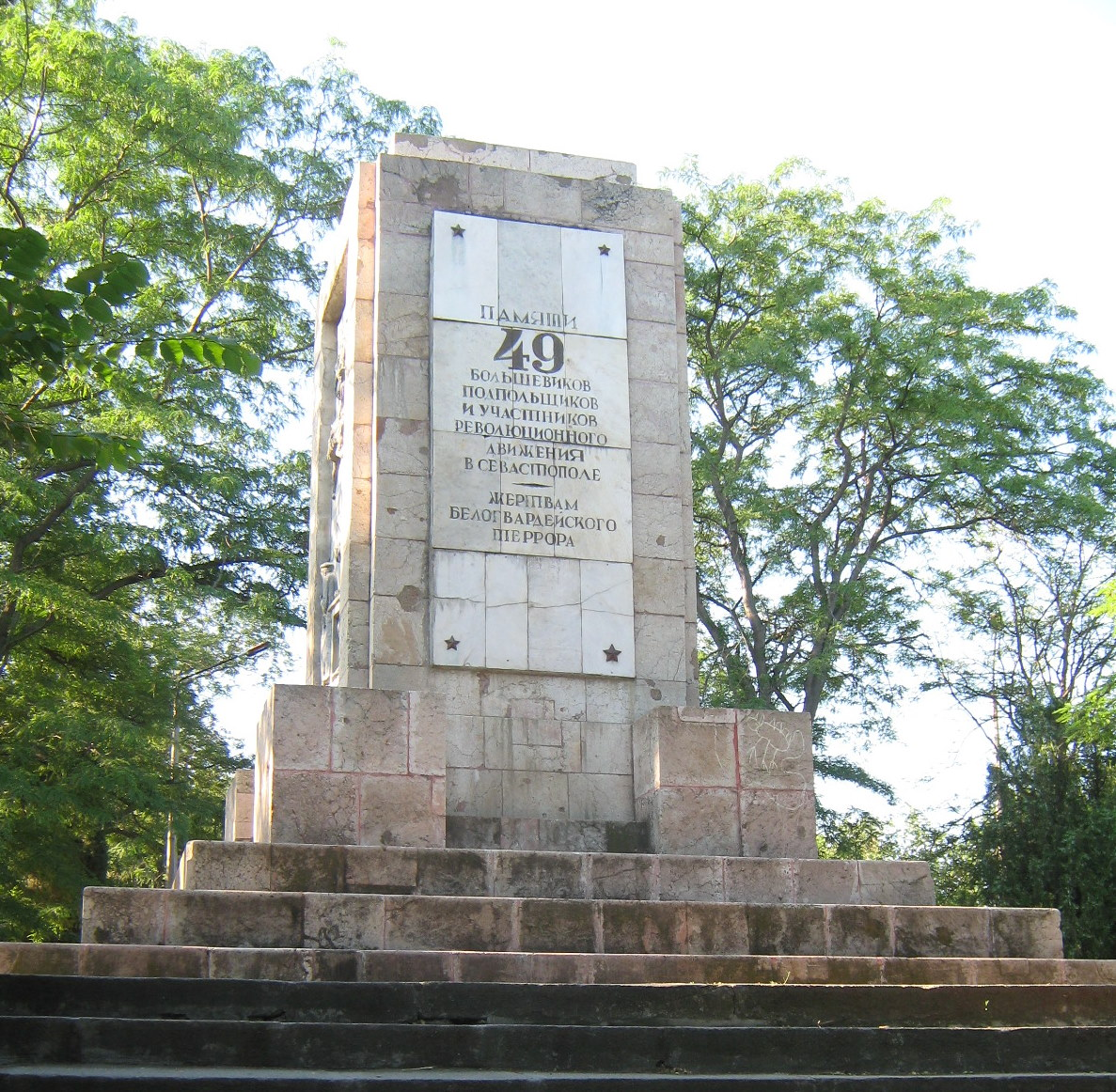
Пам'ятник 49 комунарам

Останки Йосипа Дроздова після Громадянської війни перезахоронені біля південних воріт на кладовищі Комунарів у Севастополі в братську могилу. В 1937 році на ній за проектом архітектора М. А. Садовського споруджено пам'ятник.

## Пам'ять
Іменем Йосипа Дроздова 3 січня 1921 року в Севастополі названа вулиця  в Ленінському районі.